# Gliese 777
Gliese 777 ist ein Doppelstern der sechsten Größenklasse im Sternbild Schwan. Einer der Sterne ist ein gelber Unterriese mit planetaren Begleitern, der andere ein Roter Zwerg. Der größere der beiden kann unter günstigen Bedingungen mit bloßem Auge beobachtet werden.

## Physikalische Eigenschaften

### Gliese 777 A
Gliese 777 A ist ein der Sonne sehr ähnlicher Stern der Spektralklasse G6. Da der Stern mit 6,7 Milliarden Jahren deutlich älter ist als die Sonne, konnte sich in ihm auch mehr an schweren chemischen Elementen ansammeln, daher ist seine Metallizität um ca. 70 % höher als die der Sonne. Er hat die Kernfusion von Wasserstoff in seinem Zentrum beendet und beginnt sich nun zu einem Roten Riesen aufzublähen. Bis heute wurden zwei Planeten gefunden, die Gliese 777 A umkreisen.

### Gliese 777 B
Gliese 777 B ist ein Roter Zwerg, der den Primärstern in einer Entfernung von 3000 AE umrundet, das entspricht der etwa eintausendfachen Entfernung des Primärsterns zu seinem entfernteren, größeren planetaren Begleiter; für eine volle Umkreisung dürfte Gliese 777 B Jahrzehntausende benötigen. Da die Beobachtung unter solchen Umständen erschwert ist und sich die Forschung auf andere Objekte konzentriert, ist nicht viel mehr über das System bekannt.
| Name         | Durchmesser [Mio. km] | Radius [R☉] | Masse [M☉] | Leuchtkraft [L☉] | Spektralklasse |
| ------------ | --------------------- | ----------- | ---------- | ---------------- | -------------- |
| Gliese 777 A | 2,09                  | 1,5         | 0,9        | 1,1              | G6 IV          |
| Gliese 777 B | 0,22                  | 0,16        | ≈0,2       | 0,000375         | M4.5 V         |
| Sonne        | 1,39                  | 1,0         | 1,0        | 1,0              | G2 V           |

## Das Planetensystem
Michel Mayor erklärte 2002, einen Begleiter um Gliese 777 A entdeckt zu haben, der den Stern in großer Entfernung umkreist. Die Masse des neuentdeckten Planeten wurde auf etwa die 1,5-fache Jupitermasse berechnet. Auch die Größe ist der des Jupiter sehr ähnlich. Weitere Beobachtungen zeigten noch andere regelmäßige Bewegungen des Sterns mit einer Amplitude von 17,1 Tagen. Dies wird als starker Hinweis auf einen zweiten, jedoch sehr kleinen Begleiter gewertet. Die Masse wurde auf die 18-fache Erdmasse geschätzt, was als äußerst gering gilt. Auch die praktisch nicht vorhandene Exzentrizität des Begleiters (e = 0,01) ist auffällig.

### Gliese 777 Ab
Gliese 777 Ab hat etwa die 1,502-fache Masse des Jupiters, braucht für einen Umlauf um seinen Stern etwa 2890 Tage und umkreist diesen in einer Entfernung von (3,92 ± 0,17) AE. Die Exzentrizität der Umlaufbahn beträgt 0,36 ± 0,03. Aufgrund seiner Ähnlichkeit mit Jupiter wird der Planet daher auch als „Jupiter-Zwilling“ bezeichnet.

### Gliese 777 Ac
Gliese 777 Ac hat in etwa nur 6 % der Jupitermasse, benötigt für einen Umlauf ca. 17 Tage, ist von seinem Stern nur (0,128 ± 0,002) AE entfernt und zeigt eine sehr niedrige Bahnexzentrizität von ca. 0,01.

## METI-Nachricht an Gliese 777
Am ersten Juli 1999 wurde durch das größte europäische Radarsystem, dem 70-Meter Eupatoria Planetary Radar, eine Nachricht in Richtung des Doppelsternsystems Gliese 777 gesendet. Bereits im April 2051 wird die Nachricht auf Gliese empfangbar sein – vorausgesetzt, es ist dort jemand vorhanden und bereit, zuzuhören.